# Distrito de Olleros (Chachapoyas)
El distrito de Olleros es uno de los veintiún distritos de la Provincia de Chachapoyas, ubicada en el Departamento de Amazonas, en el norte del Perú. Limita por el norte con la provincia de Bongará; por el este con el departamento de San Martín; por el sur con el distrito de Granada y; por el oeste con el distrito de Quinjalca y el distrito de Asunción.

## Historia
El distrito fue creado en la época de la independencia. El distrito de Olleros es uno de los 21 distrito de la provincia de Chachapoyas de Región Amazonas, fue creado por dispositivo  Legal N° 12301 de fecha 3 de mayo de 1955.

## Geografía
Abarca una superficie de 125,16 km² y tiene una población estimada mayor a 400 habitantes. Su capital es el centro poblado de Olleros.

## Autoridades

### Municipales
- 2023 - 2026[1]
  - Alcalde: Milton Magallan Mixan, del Movimiento Regional Victoria Amazonense.